# Okręg Vaslui
Vaslui – okręg we wschodniej Rumunii (Mołdawia zachodnia), ze stolicą w mieście Vaslui. W 2011 roku liczył 375600
mieszkańców. Okręg ma powierzchnię 5318 km², gęstość zaludnienia w 2002 roku wynosiła 87 osób/km².

## Struktura narodowościowa
Według spisu ludności z roku 2011 okręg Vaslui zamieszkiwały następujące narodowości:
- Rumuni - 92,2%
- Romowie - 1,5%
- Rosjanie - 0,021%
- Węgrzy - 0,013%
- Grecy - 0,006%
- Włosi - 0,005%
- Żydzi - 0,004%
- Niemcy - 0,003%
- Turcy - 0,003%
- Ukraińcy - 0002%

## Miasta
- Vaslui
- Bârlad
- Huși
- Negrești
- Murgeni

## Gminy
- Albești
- Alexandru Vlahuță
- Arsura
- Băcani
- Băcești
- Bălteni
- Banca
- Berezeni
- Blăgești
- Bogdana
- Bogdănești
- Bogdănița
- Boțești
- Bunești-Averești
- Ciocani
- Codăești
- Coroiești
- Costești
- Cozmești
- Crețești
- Dănești
- Deleni
- Delești
- Dimitrie Cantemir
- Dodești
- Dragomirești
- Drânceni
- Duda-Epureni
- Dumești
- Epureni
- Fălciu
- Ferești
- Fruntișeni
- Găgești
- Gârceni
- Gherghești
- Grivița
- Hoceni
- Iana
- Ibănești
- Ivănești
- Ivești
- Laza
- Lipovăț
- Lunca Banului
- Mălușteni
- Miclești
- Muntenii de Jos
- Muntenii de Sus
- Oltenești
- Oșești
- Pădureni
- Perieni
- Pochidia
- Pogana
- Pogonești
- Poienești
- Puiești
- Pușcași
- Pungești
- Rafaila
- Rebricea
- Roșiești
- Solești
- Stănilești
- Ștefan cel Mare
- Șuletea
- Tăcuta
- Tanacu
- Tătărăni
- Todirești
- Tutova
- Văleni
- Vetrișoaia
- Viișoara
- Vinderei
- Voinești
- Vulturești
- Vutcani
- Zăpodeni
- Zorleni